# イングランドの学校制服

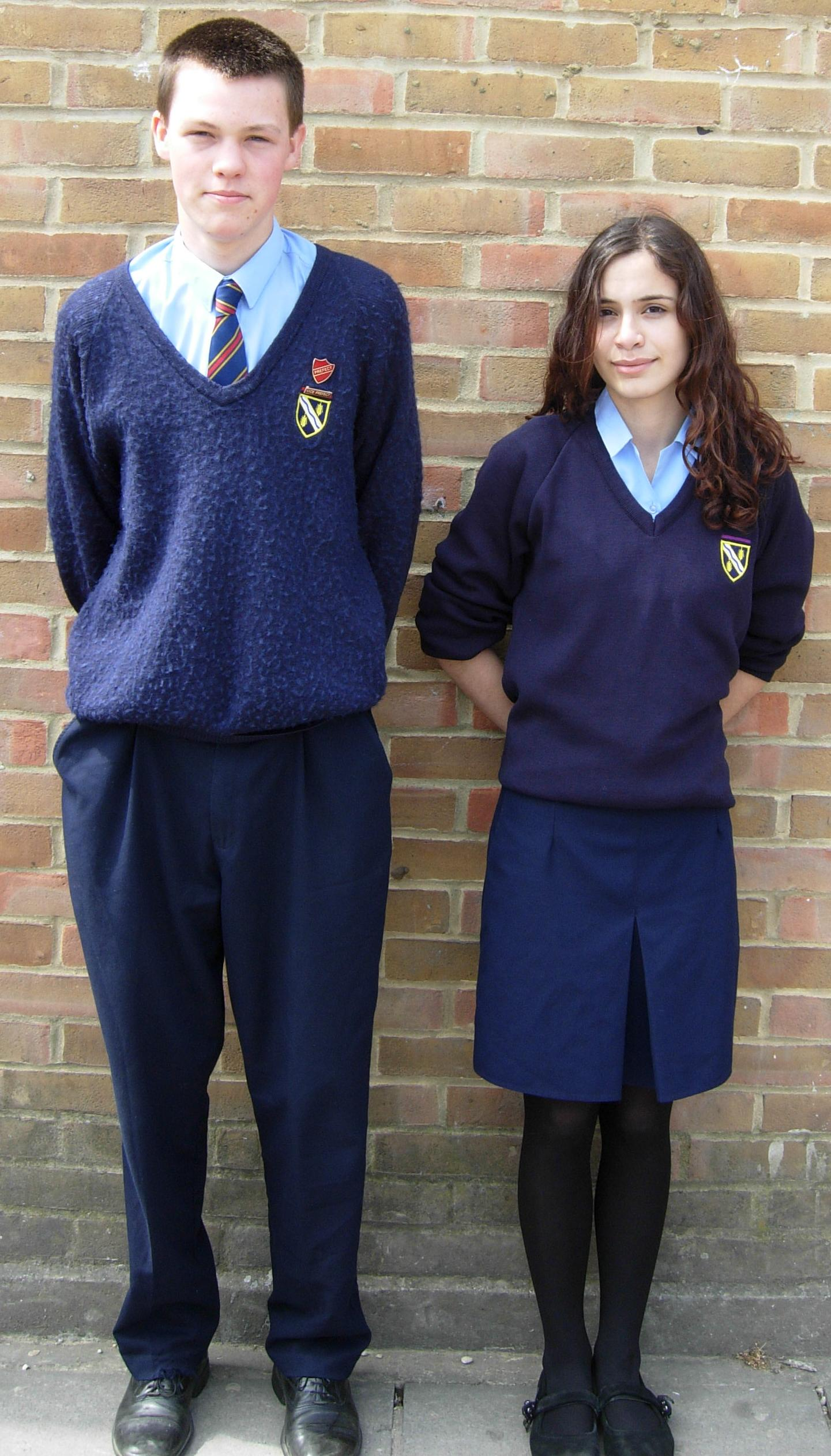
英国の総合学校制服

イングランドの学校制服では、イングランドの学校機関で用いられる制服、すなわち 学校制服について述べる。

## 歴史

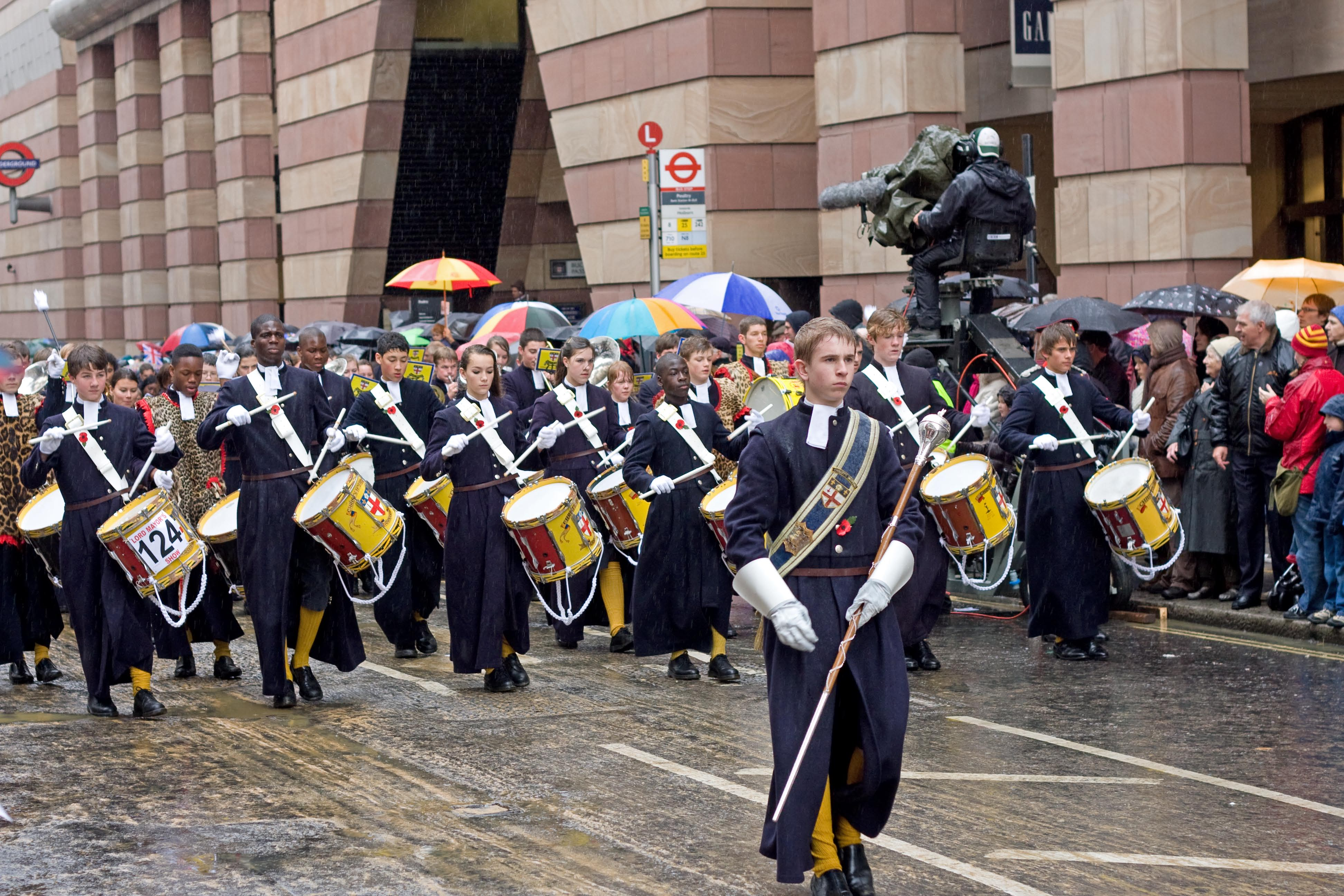
現代まで受け継がれている、世界最古と言われるクライスツ・ホスピタルの制服。

イングランドにおける学校制服の起源は16世紀中頃まで遡る。最初に導入したのは14世紀から貧民救済を行い、1552年に学校となったクライスツ・ホスピタル（Christ's Hospital）であり、世界最古の学校制服と言われている。制服は青く染められたロングコートスタイルの上着に膝丈のズボン、そしてイエローのハイソックスであった。修道士のような長いコートはブルーコート（bluecoats）と呼ばれ、学校の渾名にもなっている。青とイエローが採用された理由としては、最も安価な染色であったため、他の慈善学校と区別するため、全ての子供が謙虚であるようにとの意味合いなどの説がある。
1870年、初等教育法によって全ての初等教育が無償化されると、制服の普及が加速し、最終的に大部分の学校が制服を導入した。この時代の多くの制服は年齢に応じたもので、男子はおおよそ思春期の年齢まで短ズボンとブレザー、14-15歳頃からは長ズボンを着用した。女子は主にブラウスにチュニックドレスとピナフォアを着用し、このスタイルは20世紀初頭に至ると「ジムスリップ」と呼ばれるジャンパースカートに発展した。
これらの制服は1950年代まで用いられたが、1944年のバトラー改革により中等教育が無償化され教育終了年齢が15歳に上がると、中等教育にも適用されるようになった。夏服と冬服で異なる制服を用いることも増え、特には女子は夏はワンピース、冬はジャンパースカートとする場合が多かった。

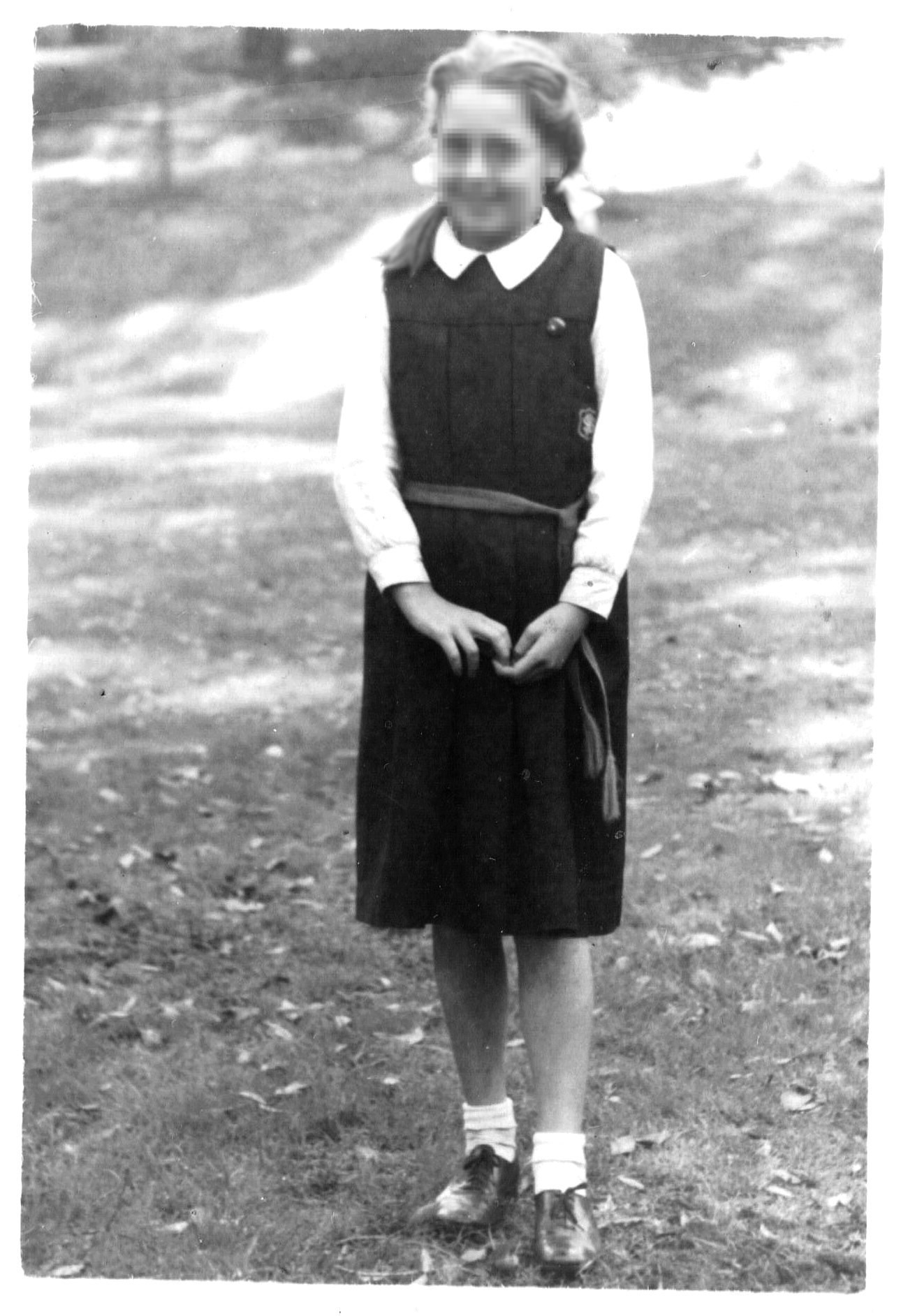
典型的な1950年代の女子学生

## 現在の学校制服

ハンプシャーでの制服姿の生徒

今日、英国政府は学校制服は学校の雰囲気や秩序を保つために重要な要素と認識している。子供学校家族局は、学校が制服を制定することを強く推奨している。その理由として、制服は自尊心の形成や、良い行動・規律意識・帰属意識等の醸成に役立ち、また、民族や人種、社会的背景にかかわらず学校に受け入れられることを生徒に保証し、特定の装いをしなければならないという社会的圧力から生徒を守り、学校内の生徒集団間に共同体意識やより良い関係をもたらすとしている。学校制服はどちらの性別にも公平であること、適切に安価であること、宗教の自由性を保つこと（シーク教徒にターバン着用を認めるなど）が求められている。

## 参考資料
- 石井理恵子，横山明美『英国男子制服コレクション-British male uniform collection-』新紀元社、2009年8月。ISBN 9784775307403。